# Laure Sansus
Laure Sansus (Toutens, 21 giugno 1994) è una rugbista a 15 francese, mediano di mischia del Tolosa.

## Biografia
Nata nel 1994 a Toutens, cittadina del Lauragais in Alta Garonna, Sansus si formò rugbisticamente a Labastide-Beauvoir e, successivamente, Blagnac, città del suo primo club giovanile, il Saint-Orens; successivamente fu all'Avenir Fonsorbais, squadra destinata a divenire la sezione femminile dello Stade Toulousain.
Il debutto internazionale avvenne il 6 febbraio 2016 nel corso del Sei Nazioni a Bourg-en-Bresse contro l'Italia, e per via di un temporaneo ritiro non fece parte della squadra alla Coppa del Mondo 2017.
Rientrata dopo un anno in attività, ha vinto il campionato francese con Tolosa nel 2022.
Oltre alla vittoria di nel 2016, vanta anche il riconoscimento individuale di miglior giocatrice del 2022, il suo ultimo, avendo annunciato successivamente alla fine del torneo il suo ritiro a soli 28 anni dopo il termine della Coppa del Mondo 2021. in calendario a ottobre 2022 in Nuova Zelanda.
Dichiaratamente omosessuale, ha annunciato a ottobre 2022, alla vigilia della Coppa del Mondo 2021 alla quale è una delle convocate, il suo matrimonio con la partner Pauline Bourdon, anch'essa giocatrice del Tolosa e sua riserva in nazionale francese.

## Palmarès
- Campionati francesi: 1
Tolosa: 2021-22